# Martigny-les-Bains
Pour les articles homonymes, voir Martigny (homonymie) et Bains (homonymie).
Martigny-les-Bains est une commune française située dans le département des Vosges, en région Grand Est.
Ses habitants seraient appelés les Octoduriens, mais rien ne semble le justifier. En effet, cette appellation est a priori réservée aux habitants de Martigny, ville située en Suisse, et se réfère à l'ancienne Octodure la Romaine. Un approfondissement de l'appellation devient donc nécessaire.

## Géographie

### Localisation
Martigny-les-Bains est située à l’extrémité occidentale de la plaine des Vosges, à 40 kilomètres de Neufchâteau, chef-lieu d’arrondissement, à 5,5 kilomètres de Lamarche, chef-lieu de canton, et à 22 kilomètres de Bourbonne-les-Bains, l’Aquae borvonis des Romains. Avant l’exploitation de la voie ferrée en 1881, elle portait le nom de Martigny-lès-Lamarche, mais les confusions avec la gare voisine de Lamarche, tant pour le courrier que pour les voyageurs, a conduit à l'adoption du nom actuel.

### Géologie et relief
Le bourg est bâti sur un plateau évasé entre deux échelons des monts Faucilles dont le plus élevé est couvert de forêts de chênes et de hêtres alternant avec des sapins. Le relief court d'est en ouest, à un kilomètre des habitations qu'il garantit contre les vents et les variations trop brusques de température.
L'altitude est de 370 mètres à la gare, soit 114 mètres au-dessus de la vallée de la Saône aux Thons qui n’est distante que de 14 kilomètres. La commune se trouve près de la ligne qui sépare les bassins de la Saône et de la Meuse. Sur son territoire prennent naissance les rivières d’Anger et du Mouzon (corruption du mot Meuzon, la petite Meuse). Elles coulent d’abord en sens inverse pour ne se rejoindre qu’après une course de 30 kilomètres entre Pompierre et Circourt. La vallée du Mouzon qui va d'est en ouest avant de se tourner vers le nord après la gare de Lamarche, n’est pas encaissée, elle forme un plateau bien aéré, convenable en tous points pour une station climatique, l’air y est très sain et les cas de longévité n’y sont pas rares.

### Sismicité
Commune située dans une zone 1 de sismicité très faible.
| Sauville | Crainvilliers La Vacheresse-et-la-Rouillie | Dombrot-le-Sec |
| Villotte | Martignyles-Bains                          | Serocourt      |
| Lamarche | Morizécourt                                | Frain          |

### Hydrographie et les eaux souterraines
Hydrogéologie et climatologie : Système d’information pour la gestion des eaux souterraines du bassin Rhin-Meuse :
Territoire communal : Occupation du sol (Corinne Land Cover); Cours d'eau (BD Carthage),
Géologie : Carte géologique; Coupes géologiques et techniques,
 Hydrogéologie : Masses d'eau souterraine; BD Lisa; Cartes piézométriques.

#### Réseau hydrographique
La commune est située dans le bassin versant de la Meuse au sein du bassin Rhin-Meuse. Elle est drainée par le Mouzon, le ruisseau de Boene, le ruisseau de Champey, le ruisseau de Frenes, le ruisseau de la Cornee de la Roche, le ruisseau de la Housse Roye, le ruisseau de la Mauve, le ruisseau de la Ratotte, le ruisseau des Charmailles, le ruisseau l'Aune, le ruisseau Pierrat et le ruisseau Thu,.
Le Mouzon, d’une longueur de 63,3 kilomètres,  prend sa source sur le territoire de Serocourt, s’oriente vers l'ouest puis vers le nord peu après avoir quitté les localités de Rocourt et Tollaincourt, jusqu'aux abords de son confluent avec la Meuse.

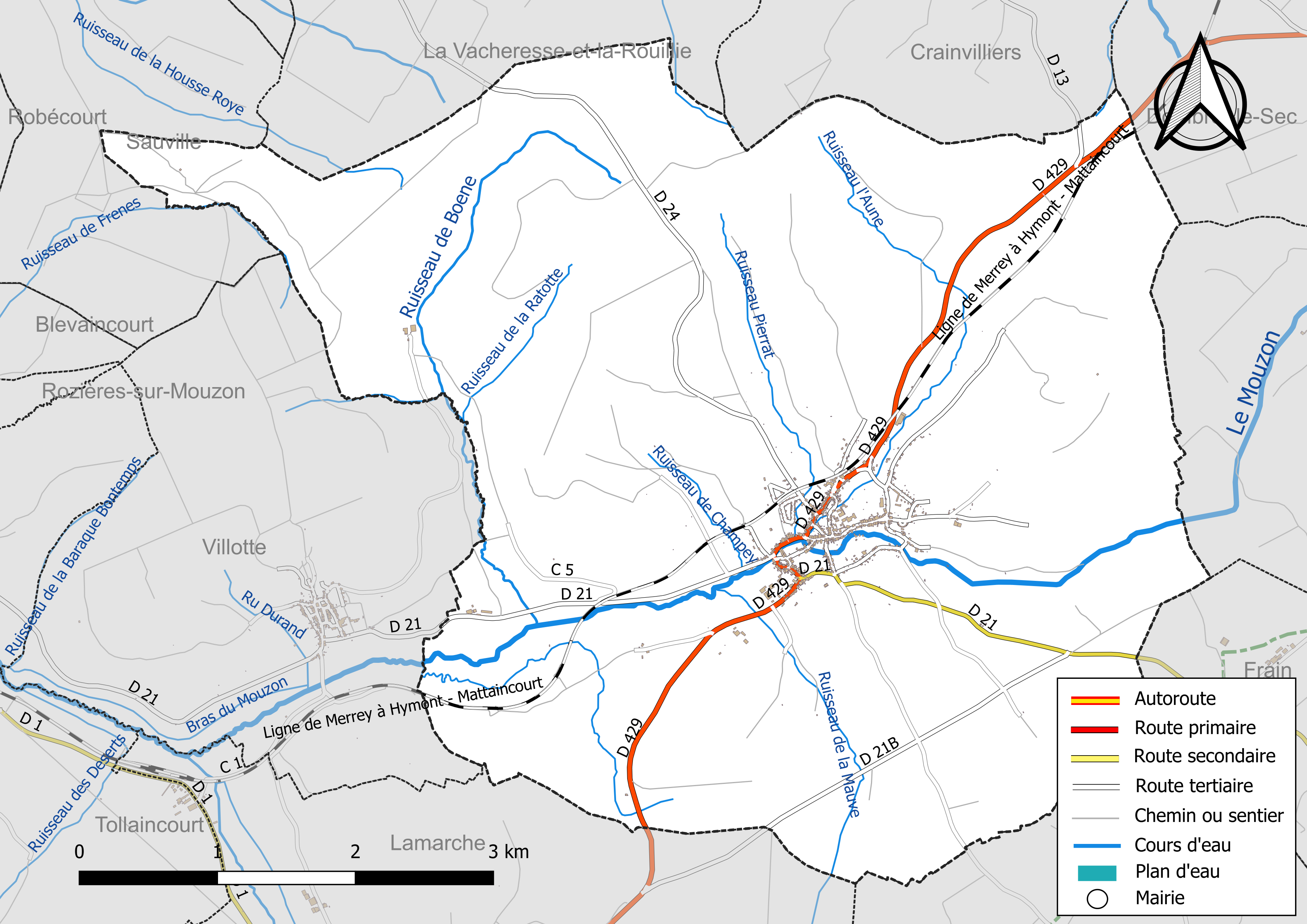
Réseaux hydrographique et routier de Martigny-les-Bains.

#### Gestion et qualité des eaux
Le territoire communal est couvert par le schéma d'aménagement et de gestion des eaux (SAGE) « Nappe des Grès du Trias Inférieur ». Ce document de planification, dont le territoire comprend le périmètre de la zone de répartition des eaux de la nappe des Grès du trias inférieur (GTI), d'une superficie de 1 497 km2,  est en cours d'élaboration. L’objectif poursuivi est de stabiliser les niveaux piézométriques de la nappe des GTI et atteindre l'équilibre entre les prélèvements et la capacité de recharge de la nappe. Il doit être cohérent avec les objectifs de qualité définis dans les SDAGE Rhin-Meuse et Rhône-Méditerranée. La structure porteuse de l'élaboration et de la mise en œuvre est le conseil départemental des Vosges.
La qualité des eaux de baignade et des cours d’eau peut être consultée sur un site dédié géré par les agences de l’eau et l’Agence française pour la biodiversité.

### Climat
Pour des articles plus généraux, voir Climat du Grand Est et Climat des Vosges.
En 2010, le climat de la commune est de type climat de montagne, selon une étude du Centre national de la recherche scientifique s'appuyant sur une série de données couvrant la période 1971-2000. En 2020, Météo-France publie une typologie des climats de la France métropolitaine dans laquelle la commune est exposée à un climat océanique altéré et est dans la région climatique  Lorraine, plateau de Langres, Morvan, caractérisée par un hiver rude (1,5 °C), des vents modérés et des brouillards fréquents en automne et hiver. 
Pour la période 1971-2000, la température annuelle moyenne est de 9,5 °C, avec une amplitude thermique annuelle de 17 °C. Le cumul annuel moyen de précipitations est de 1 027 mm, avec 13,5 jours de précipitations en janvier et 9,4 jours en juillet. Pour la période 1991-2020, la température moyenne annuelle observée sur la station météorologique de Météo-France la plus proche, « St Ouen-lès-Parey_sapc », sur la commune de Saint-Ouen-lès-Parey à 10 km à vol d'oiseau, est de 10,0 °C et le cumul annuel moyen de précipitations est de 806,8 mm. 
La température maximale relevée sur cette station est de 39,4 °C, atteinte le 25 juillet 2019 ; la température minimale est de −22 °C, atteinte le 20 décembre 2009,,. 
Les paramètres climatiques de la commune ont été estimés pour le milieu du siècle (2041-2070) selon différents scénarios d'émission de gaz à effet de serre à partir des nouvelles projections climatiques de référence DRIAS-2020. Ils sont consultables sur un site dédié publié par Météo-France en novembre 2022.

## Urbanisme

### Typologie
Au 1er janvier 2024, Martigny-les-Bains est catégorisée bourg rural, selon la nouvelle grille communale de densité à sept niveaux définie par l'Insee en 2022.
Elle est située hors unité urbaine. Par ailleurs la commune fait partie de l'aire d'attraction de Vittel - Contrexéville, dont elle est une commune de la couronne,. Cette aire, qui regroupe 72 communes, est catégorisée dans les aires de moins de 50 000 habitants,.

### Occupation des sols
L'occupation des sols de la commune, telle qu'elle ressort de la base de données européenne d’occupation biophysique des sols Corine Land Cover (CLC), est marquée par l'importance des forêts et milieux semi-naturels (52,1 % en 2018), une proportion sensiblement équivalente à celle de 1990 (51,8 %). La répartition détaillée en 2018 est la suivante : 
forêts (47,8 %), prairies (37,6 %), terres arables (7 %), milieux à végétation arbustive et/ou herbacée (4,2 %), zones urbanisées (3,2 %), espaces ouverts, sans ou avec peu de végétation (0,2 %). L'évolution de l’occupation des sols de la commune et de ses infrastructures peut être observée sur les différentes représentations cartographiques du territoire : la carte de Cassini (XVIIIe siècle), la carte d'état-major (1820-1866) et les cartes ou photos aériennes de l'IGN pour la période actuelle (1950 à aujourd'hui).

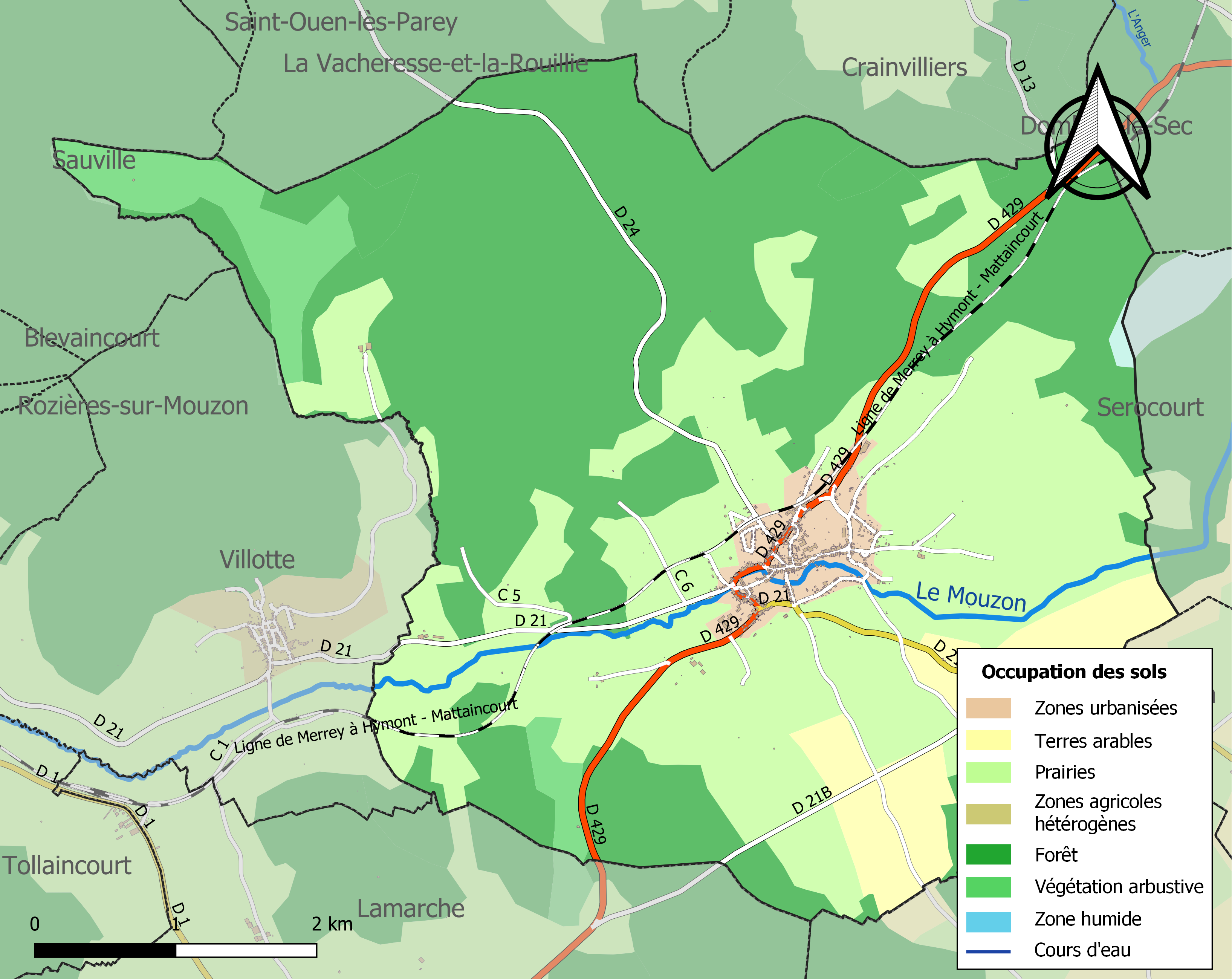
Carte des infrastructures et de l'occupation des sols de la commune en 2018 (CLC).

### Voies de communications et transports

#### Voies routières
- Autoroute A31 : Échangeurs Bulgnéville, Châtenois.

#### Transports en commun

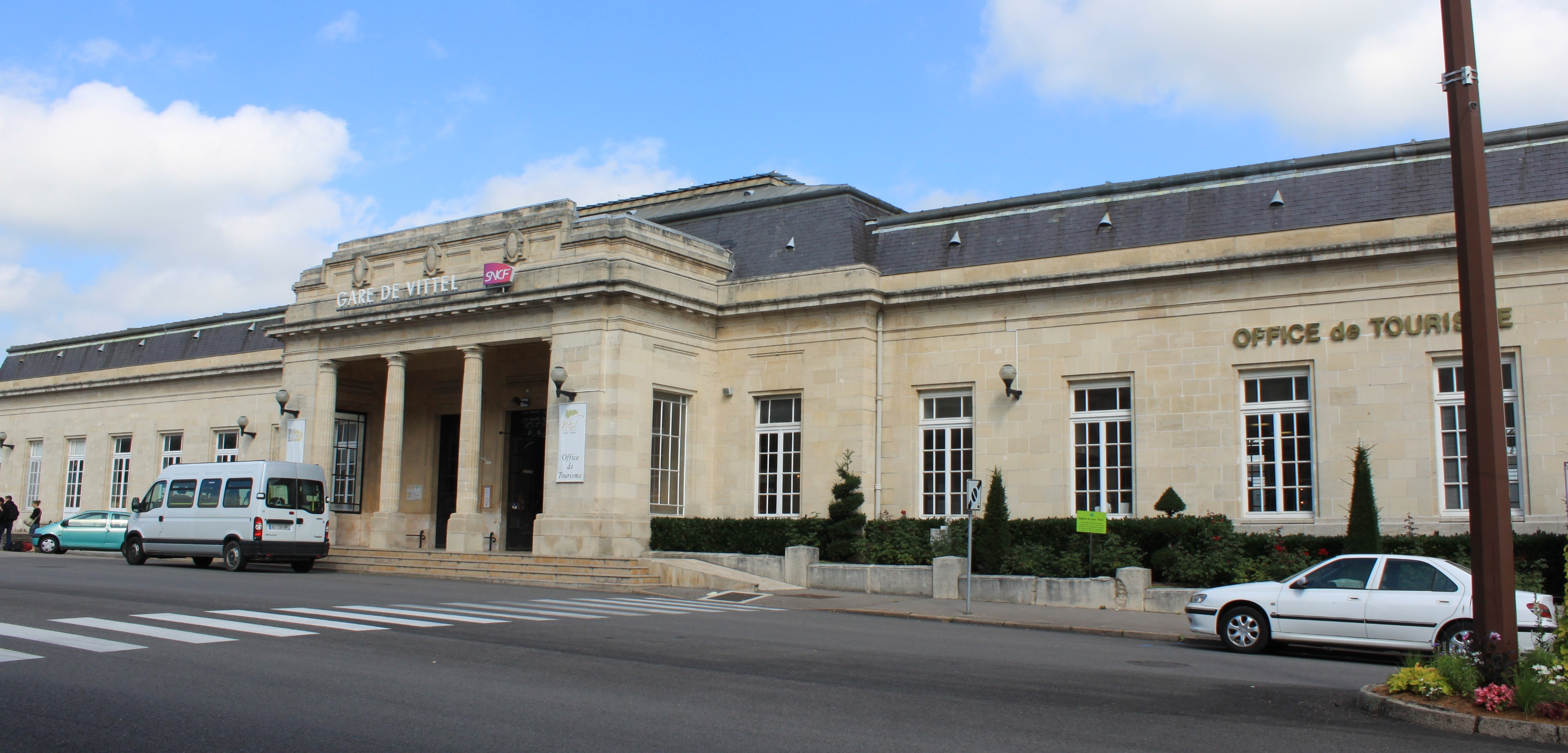
Gare de Vittel.

- Fluo Grand Est.

#### Lignes SNCF
- Gare de Contrexéville
- Gare de Vittel
- Gare de Neufchâteau
- Gare de Merrey. Martigny est sur la ligne ferroviaire à double voie de la ligne de Merrey à Hymont - Mattaincourt inaugurée en 1881. Du fait du mauvais entretien et d'une fréquentation faible, le service voyageurs a été interrompu le 17 décembre 2016. Toutefois, il a partiellement repris le 5 avril 2019 grâce à la création d'une liaison Paris – Contrexéville – Vittel[17], fonctionnant les vendredis, dimanches et jours fériés, de début avril à début novembre[18].

## Toponymie
Le nom de la localité est attesté sous les formes Martiniacum (948) ; Martingis (1033) ; Martiniacum (1044) ; Martinei (1116) ; Martignei (1256) ; Merteigneix (1302) ; Martigni, Martigney (1319) ; Mertigney (1358) ; De Martigneyo (1402) ; Martigny (1544) ; Mortigny (1661) ; Martigny-devant-la-Marche (1751) ; Martigny (1790) ; Martigny-lès-Lamarche (1821) ; Martigny, appelé aux siècles derniers Martigny-les-Tourneurs (XIXe siècle).

Au XVIIe siècle la commune était séparée en deux sections : Martigny-Saint-Remy et Martigny-Saint-Pierre.

En patois : Moteneïe lâ Tôneuies… (XIXe siècle).

Martigny-les-Bains s'appelait Martigny-lès-Lamarche en 1801. En 1882, le nom de la commune se transforme en Martigny-les-Bains, l'exploitation des sources de locales est mentionnée dès 1767, à des fins thérapeutiques, depuis le 20 mars 1859. Entre 1880 et 1930, la station thermale jouissait d'une renommée très importante. Au sortir de la Seconde Guerre Mondiale, la station disparait quelques années plus tard après près d'un siècle d'existence.

## Histoire
Légende selon laquelle Julius Sabinus, aristocrate lingon qui s’opposa aux Romains à la Révolte de 69-70 et sa femme Éponine auraient trouvé refuge dans le souterrain sur lequel l’église aurait été construite.
Après les guerres contre la France au XVIIe siècle, le village comprenait deux sections, Martigny-Saint-Remy et Martigny-Saint-Pierre. Le village de Dompierre, situé à 2 km, entre Martigny et Morizécourt, ayant comme saint patron saint Pierre, avait été entièrement détruit par les Suédois à la solde du roi de France. Les habitants s'étaient alors réfugiés à Martigny et avaient construit la partie du bourg nommée Martigny-Saint-Pierre, ainsi que l'église dont les vestiges ont disparu depuis peu.
Des mines de charbon sont exploitées entre 1856 et 1884.

## Politique et administration
| Période                                  | Période    | Identité                    | Étiquette | Qualité                                                                           |
| ---------------------------------------- | ---------- | --------------------------- | --------- | --------------------------------------------------------------------------------- |
| Les données manquantes sont à compléter. |            |                             |           |                                                                                   |
| 1953                                     | 1970       | Marcelle Chanaux-Voillemin  | DVD       | Institutrice, décédée en cours de mandat                                          |
| février 1970                             | mars 1983  | Maurice Clavier (1933-2015) |           | Chef d'entreprise                                                                 |
| mars 1983                                | mars 1989  | Jean Berger                 |           | Chef d'entreprise                                                                 |
| mars 1989                                | juin 1995  | François Pernin             |           | Retraité de l'armée                                                               |
| juin 1995                                | avril 2014 | Gérard Sancho               | UMP       | Retraité de l'armée de l'air Conseiller général du canton de Lamarche (2008-2015) |
| avril 2014                               | En cours   | Didier Humbert              |           | Inséminateur                                                                      |

### Budget et fiscalité 2022

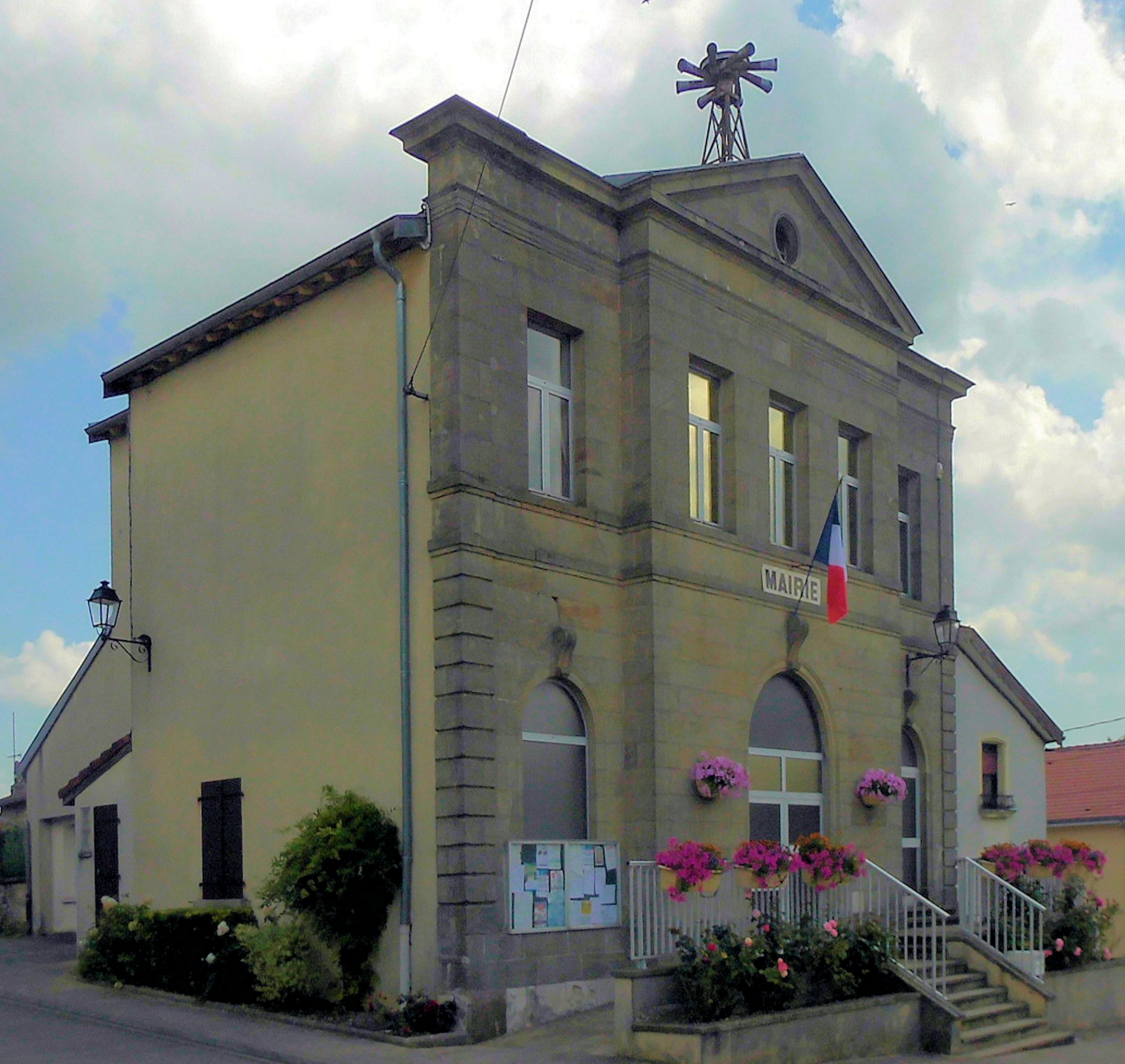
La mairie.

En 2022, le budget de la commune était constitué ainsi :
- total des produits de fonctionnement : 734 000 €, soit 832 € par habitant ;
- total des charges de fonctionnement : 546 000 €, soit 619 € par habitant ;
- total des ressources d'investissement : 134 000 €, soit 152 € par habitant ;
- total des emplois d'investissement : 141 000 €, soit 160 € par habitant ;
- endettement : 2 000 €, soit 2 € par habitant.

Avec les taux de fiscalité suivants :
- taxe d'habitation : 14,69 % ;
- taxe foncière sur les propriétés bâties : 35,78 % ;
- taxe foncière sur les propriétés non bâties : 13,55 % ;
- taxe additionnelle à la taxe foncière sur les propriétés non bâties : 0,00 % ;
- cotisation foncière des entreprises : 0,00 %.

Chiffres clés Revenus et pauvreté des ménages en 2021 : médiane en 2021 du revenu disponible, par unité de consommation : 21 280 €.

## Population et société

### Démographie

#### Évolution démographique
L'évolution du nombre d'habitants est connue à travers les recensements de la population effectués dans la commune depuis 1793. Pour les communes de moins de 10 000 habitants, une enquête de recensement portant sur toute la population est réalisée tous les cinq ans, les populations de référence des années intermédiaires étant quant à elles estimées par interpolation ou extrapolation. Pour la commune, le premier recensement exhaustif entrant dans le cadre du nouveau dispositif a été réalisé en 2004.

En 2022, la commune comptait 793 habitants, en évolution de −0,75 % par rapport à 2016 (Vosges : −2,96 %, France hors Mayotte : +2,11 %).
| 1793  | 1800  | 1806  | 1821  | 1831  | 1836  | 1841  | 1846  | 1856  |
| ----- | ----- | ----- | ----- | ----- | ----- | ----- | ----- | ----- |
| 1 073 | 1 003 | 1 056 | 1 116 | 1 260 | 1 274 | 1 271 | 1 346 | 1 089 |

| 1861  | 1866  | 1876  | 1881  | 1886  | 1891  | 1896  | 1901  | 1906  |
| ----- | ----- | ----- | ----- | ----- | ----- | ----- | ----- | ----- |
| 1 124 | 1 161 | 1 077 | 1 143 | 1 217 | 1 143 | 1 097 | 1 065 | 1 052 |

| 1911  | 1921 | 1926 | 1931 | 1936 | 1946  | 1954  | 1962 | 1968  |
| ----- | ---- | ---- | ---- | ---- | ----- | ----- | ---- | ----- |
| 1 118 | 970  | 931  | 954  | 882  | 1 050 | 1 021 | 941  | 1 019 |

| 1975  | 1982  | 1990 | 1999 | 2004 | 2006 | 2009 | 2014 | 2019 |
| ----- | ----- | ---- | ---- | ---- | ---- | ---- | ---- | ---- |
| 1 093 | 1 142 | 992  | 915  | 854  | 844  | 850  | 799  | 816  |

| 2022 | - | - | - | - | - | - | - | - |
| ---- | - | - | - | - | - | - | - | - |
| 793  | - | - | - | - | - | - | - | - |

### Enseignement
Établissements d'enseignements :
- Écoles maternelles et primaires à Martigny-les-Bains, Lamarche, Dombrot-le-Sec.
- Collèges à Martigny-les-Bains, Lamarche.
- Lycées à Contrexéville, Mandres-sur-Vair.

### Santé
Professionnels et établissements de santé :
- Médecins à Martigny-les-Bains, Lamarche, Mont-lès-Lamarche, Contrexéville, Vrécourt, Bulgnéville.
- Pharmacies à Martigny-les-Bains, Lamarche, Contrexéville, Vrécourt, Bulgnéville.
- Hôpitaux à Lamarche, Vittel, Neufchâteau, Mattaincourt, Ville-sur-Illon.

### Cultes
- Culte catholique, Paroisse Bienheureux-Jean-Baptiste-Menestrel[31], Diocèse de Saint-Dié.

## Économie

### Entreprises et commerces

#### Agriculture
- Sylviculture et autres activités forestières.
- Aquaculture en eau douce.
- Élevage de vaches laitières.
- Élevage d'ovins et de caprins.
- Exploitation forestière.

#### Tourisme
- Hébergements et restauration à Contrexéville, Bulgnéville, Monthureux-sur-Saône, Vittel.

#### Commerces
- Commerces et services de proximité.

## Culture locale et patrimoine

### Sobriquet
On donnait autrefois aux habitants de Martigny le sobriquet de Tonneüils ou Tourneux, pour faire sans doute allusion à une ancienne coutume judiciaire très usitée parmi eux, qui leur permettait de changer à volonté de juridiction, ce qui s'appelait le Tourne Tuille.

### Lieux et monuments

#### Patrimoine thermal

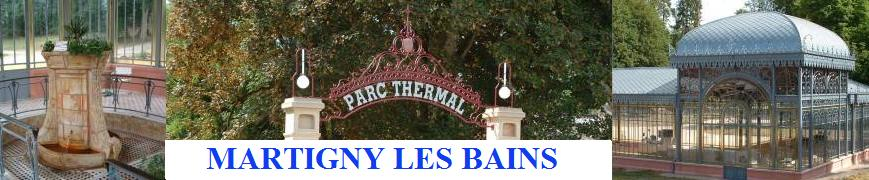
Martigny-les-Bains, ville thermale.

- Parc thermal avec un pavillon des sources (1882) et l'ancienne galerie marchande adjacente classés au titre des monuments historiques par arrêté du 27 juin 1996. Les kiosques du parc sont inscrits sur l'inventaire supplémentaire des monuments historiques  depuis l'arrêté du 18 novembre 1987[33].
- Hôtel International (transformé en séminaire après la Seconde Guerre mondiale, puis en collège privé)[34]. À la suite de son abandon, il est en cours de démolition depuis le 16 avril 2023[35].
- Grand Hôtel des Bains (incendié par les Allemands pendant la Seconde Guerre mondiale dont il ne reste que quelques vestiges).

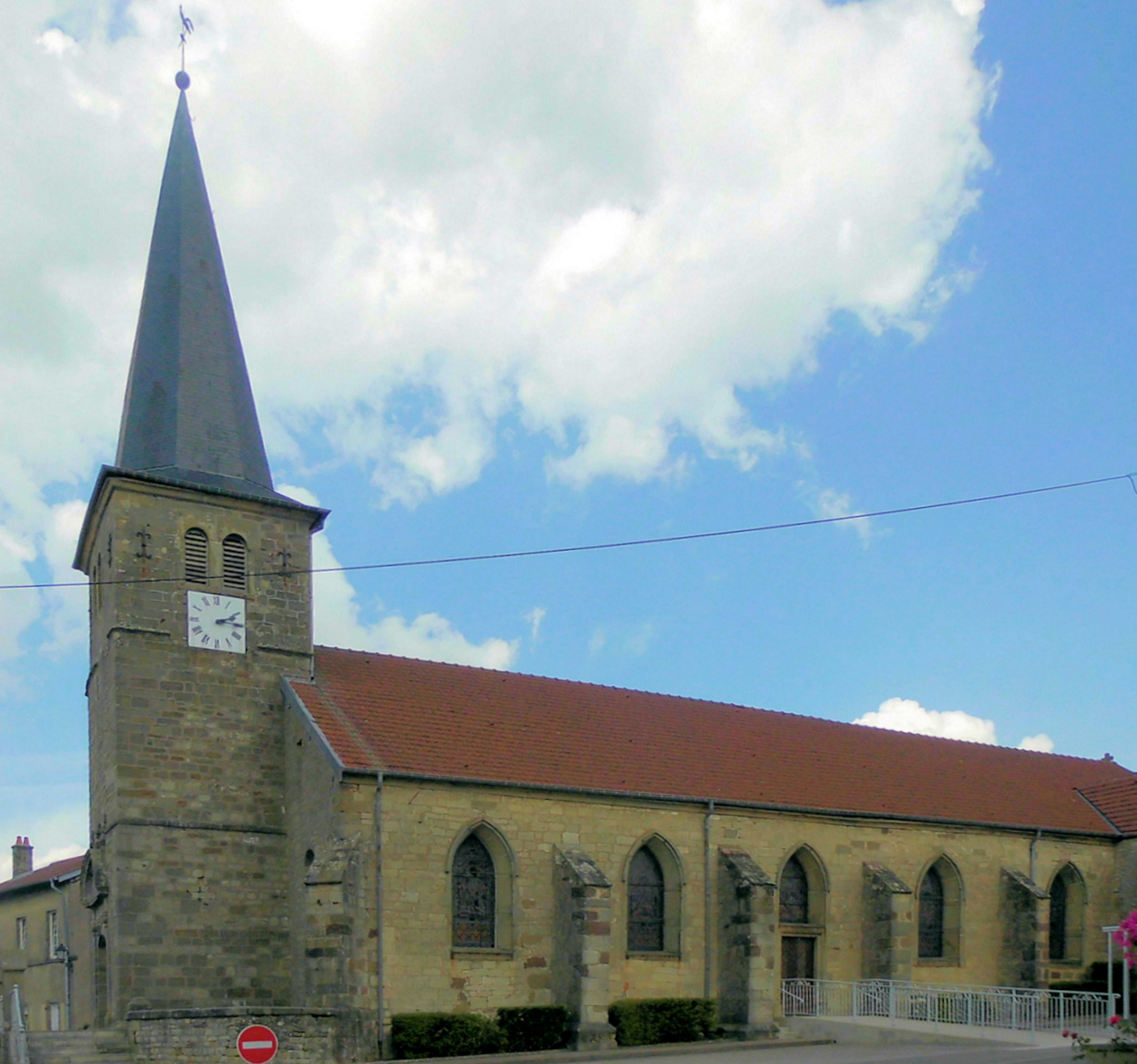
Église Saint-Rémy.

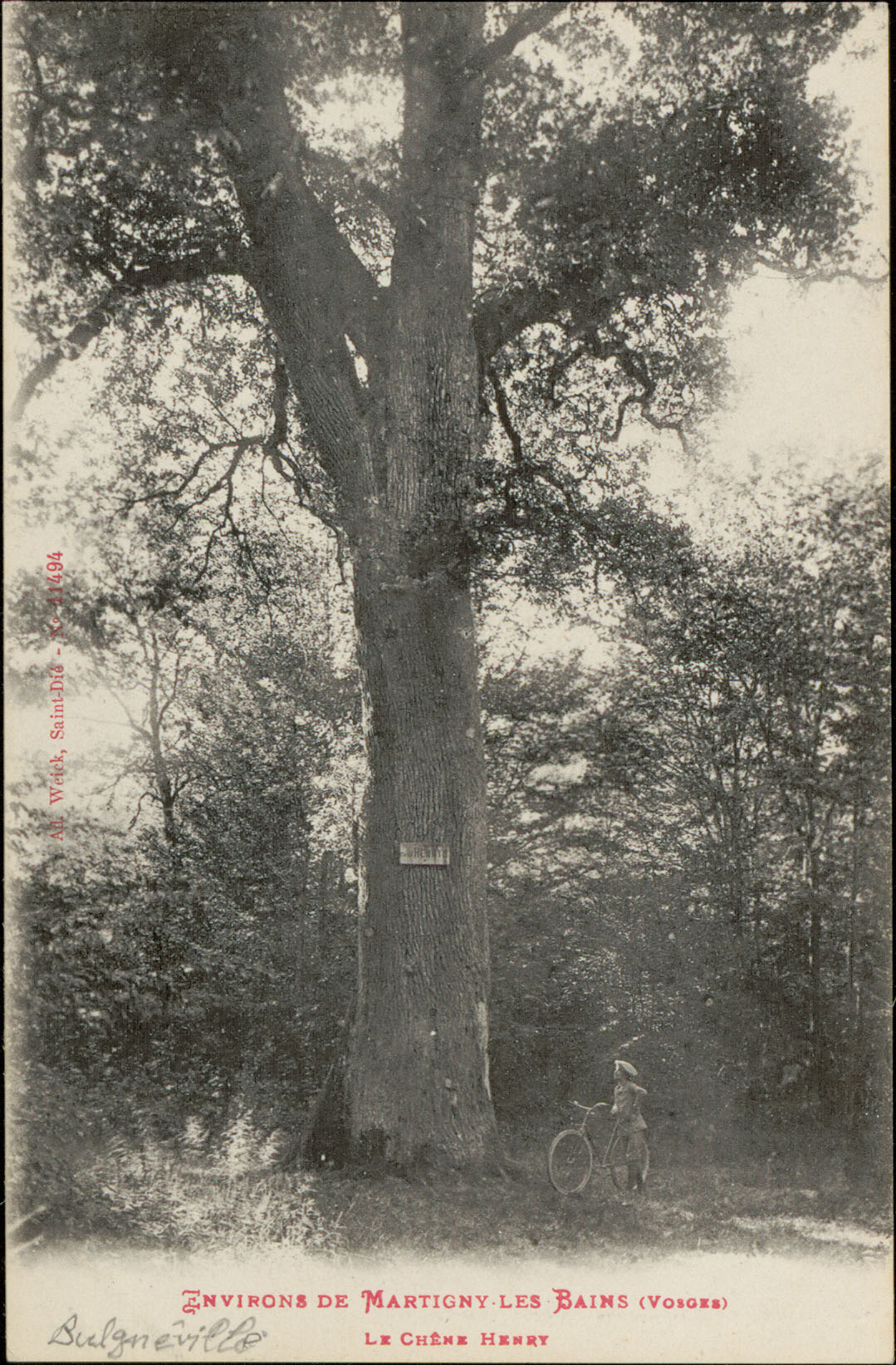
Environs de Martigny-les-Bains
(carte postale Adolphe Weick).

#### Patrimoine religieux
- Église Saint-Rémy inscrite sur l'inventaire supplémentaire des monuments historiques par arrêté du 3 mars 1926[37] :

Statue Saint Rémy.
Statue Saint Nicolas.
Statue Saint Paul.
Statue Vierge à l'Enfant couronnée.
et son orgue, réparé en 1966 par Lucien Jacques,.
- Cimetière[44] : un carré est réservé à un cimetière militaire de quatre-vingt-dix tombes de soldats tués dans la commune lors de la Première Guerre mondiale.
- Calvaires : 
  - La croix de fer, qui donne son nom à la rue menant au cimetière
  - Oratoire à la Vierge (rue de Dompierre)
  - Calvaire en pierre (croisement rue St-Pierre/ rue de Dompierre)
  - Calvaire en pierre (croisement avenue de la gare/ rue des partisans)

#### Espaces naturels
- Parc thermal de 7 hectares[45].
- Deux espaces protégés hors Natura 2000[46].
- Un espace protégé Natura 2000.
- Six zones naturelles d'intérêt écologique, faunistique et floristique (Znieff).

#### Patrimoine civil
- Mairie
- Monument aux morts[47] (avenue de la gare) : Obélisque en granit sur socle commémorant les guerres de 1914-1918 et 1939-1945. Inscription : AUX ENFANTS DE MARTIGNY MORTS POUR LA FRANCE 1914  1918
- École primaire publique (rue des villas)
- Maison de retraite (rue des villas)
- École et collège privé (rue Abbé Thiébaut)
- Gare de Martigny-les-Bains
- Patrimoine architectural rural recensé par le service régional de l'Inventaire général du patrimoine culturel[48].

#### Patrimoine minier
Les vestiges miniers liées à l'exploitation du charbon au nord de la commune.

Les vestiges miniers.
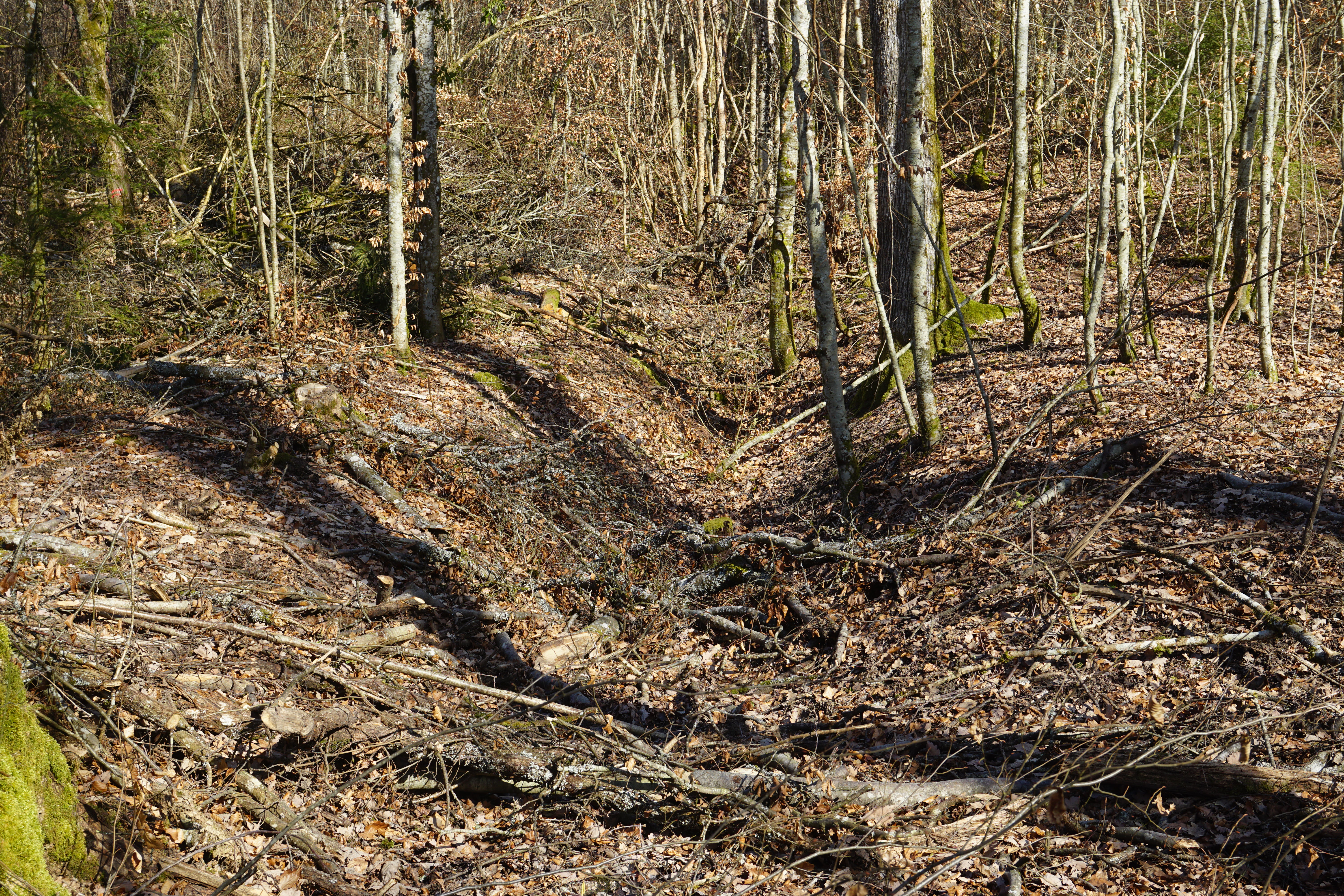
Tranchée d'accès à la galerie principale.
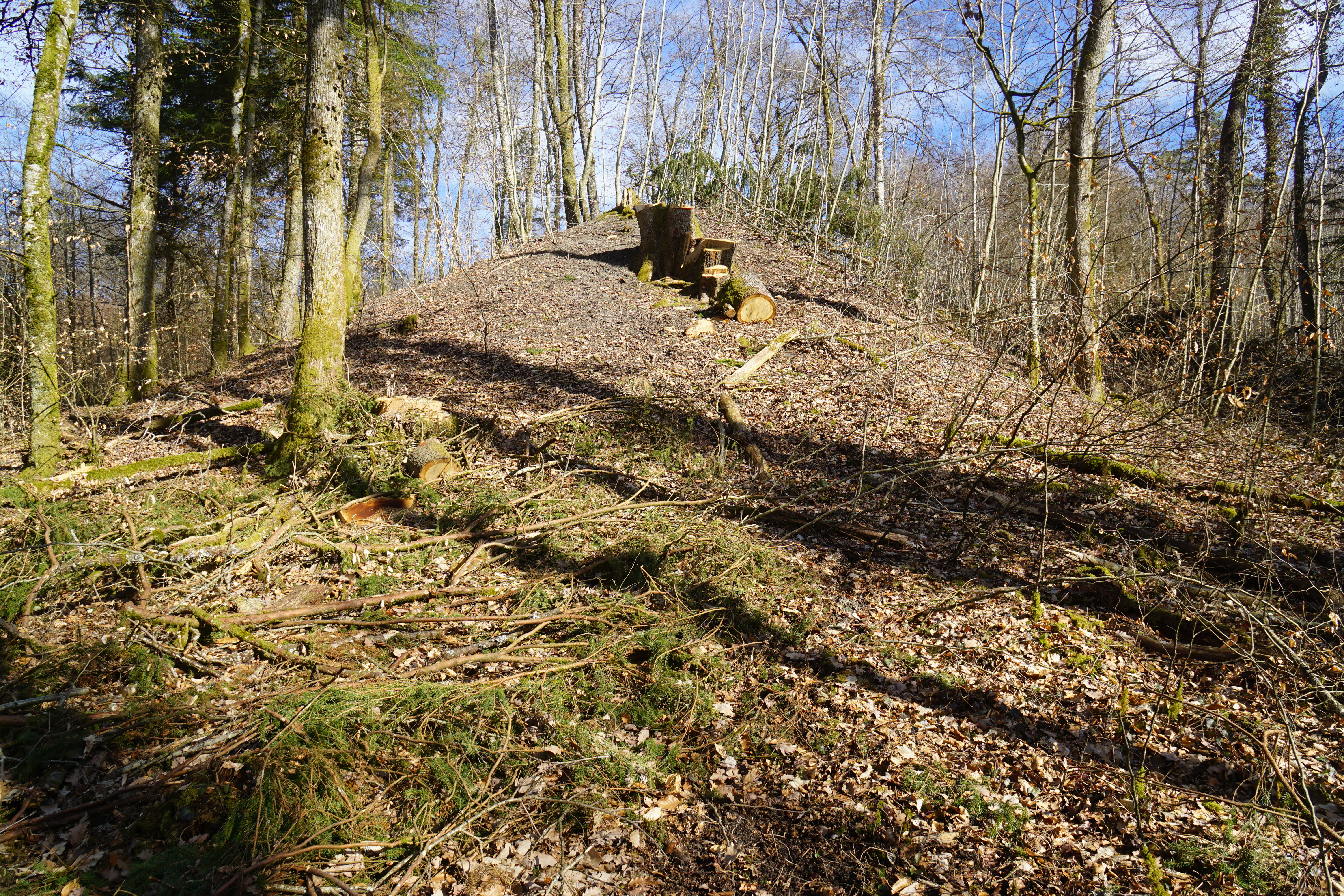
Extrémité du terril de la galerie principale.
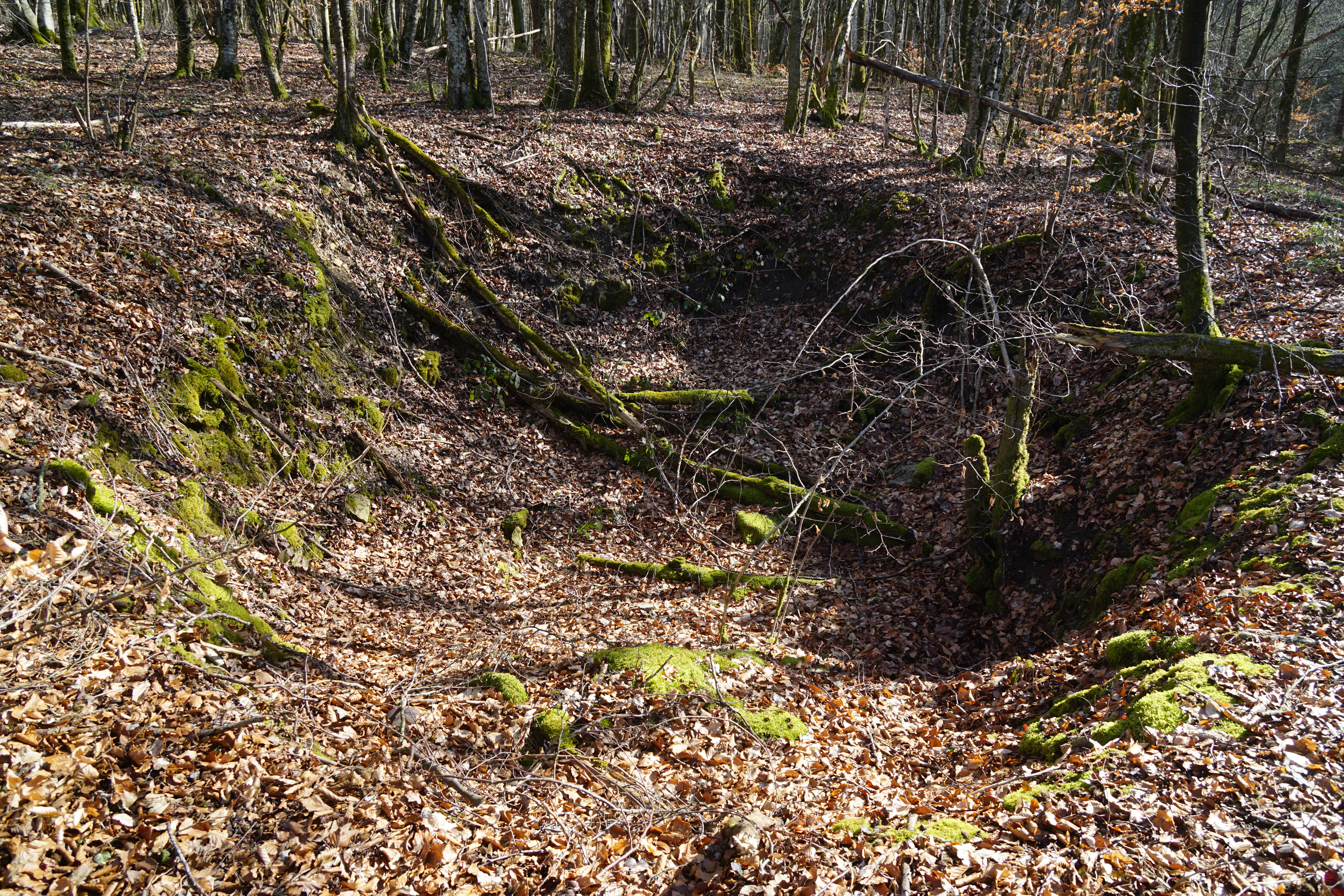
Entonnoir formé par le puits no 1.

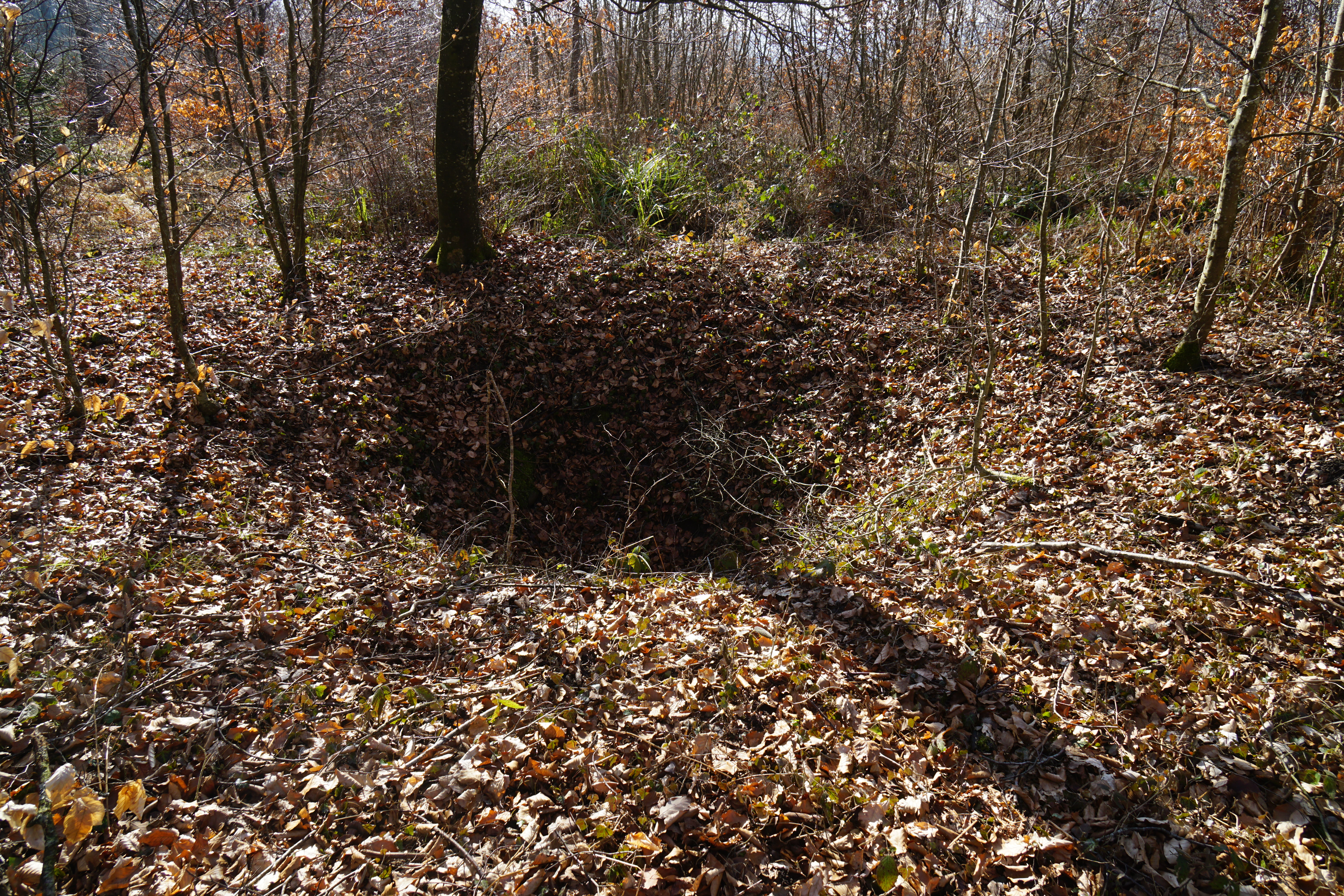
Entonnoir formé par le puits no 2.
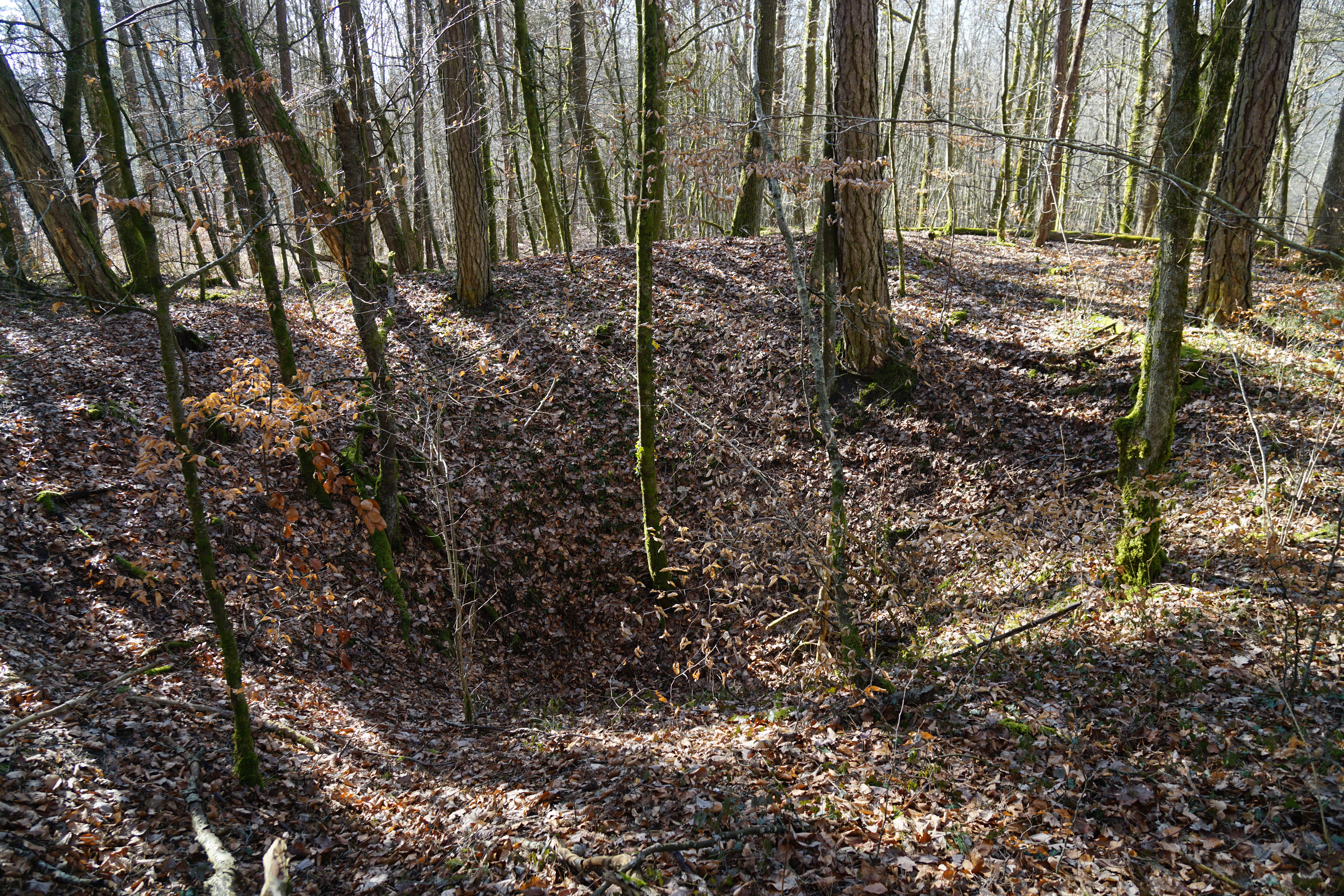
Entonnoir formé par le puits no 3.
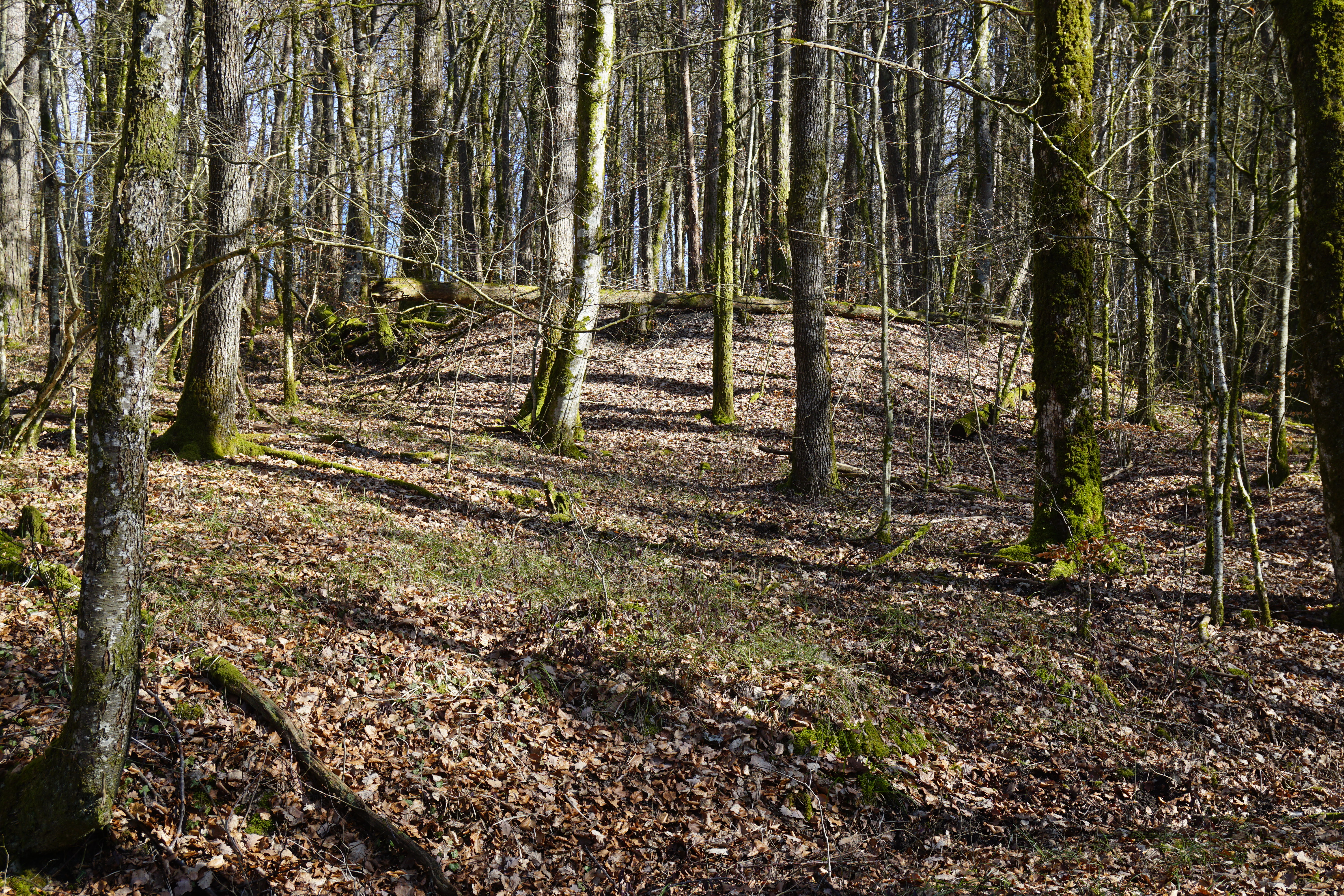
Terril du puits no 3.

### Personnalités liées à la commune
- L'Abbé Thiébaut, ancien aumônier du 6e régiment de cuirassiers, ancien aumônier de l'Hospice Beaujon[49].
- Louis Jules Dubois, né à Martigny-les-Bains le 24 juin 1830. Ancien maire de Martigny, et membre de la Société d'émulation du département des Vosges en 1877-1893[50].

### Héraldique, logotype et devise
| Blason | Blasonnement : Tranché : au premier d'azur, à deux bars adossés cantonnés de quatre croisettes recroisetées au pied fiché le tout d'or ; au second de gueules, au tau d'or ; à la bande d'argent chargée de trois alérions de gueules brochant la partition. |

## Pour approfondir